# Kaskinen (ö i Finland)
Kaskinen är en ö i Finland. Den ligger i Bottenhavet och i kommunen Raumo i den ekonomiska regionen  Raumo ekonomiska region i landskapet Satakunta, i den sydvästra delen av landet. Ön ligger omkring 42 kilometer söder om Björneborg och omkring 220 kilometer nordväst om Helsingfors.
Öns area är 23,2 hektar och dess största längd är 1,2 kilometer i öst-västlig riktning.